# Rue du Cadran-Saint-Pierre
Cet article possède un paronyme, voir rue du Cadran.
La rue du Cadran-Saint-Pierre est une voie de la commune française de Reims.

## Situation et accès
Elle relie la rue de Talleyrand (Reims) au Cours Jean-Baptiste-Langlet par une voie à double sens.

## Origine du nom
Elle porte ce nom depuis le XVIIIe siècle car elle longeait l'ancienne église Saint-Pierre-le-Vieil, détruite à la Révolution. Une partie de la rue portait le nom de rue Pavée d'Andouilles.

## Historique

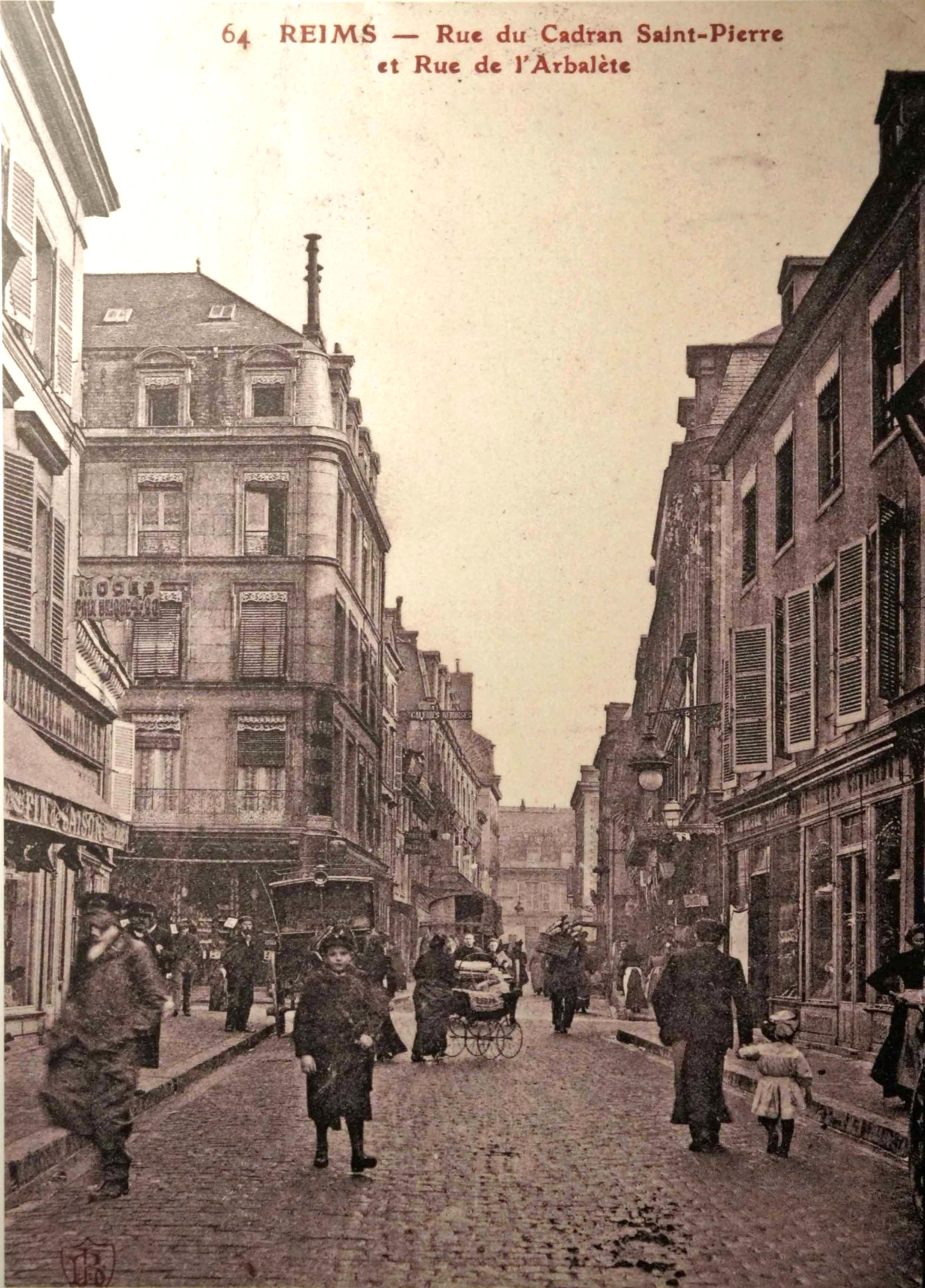
Au début du XXe siècle
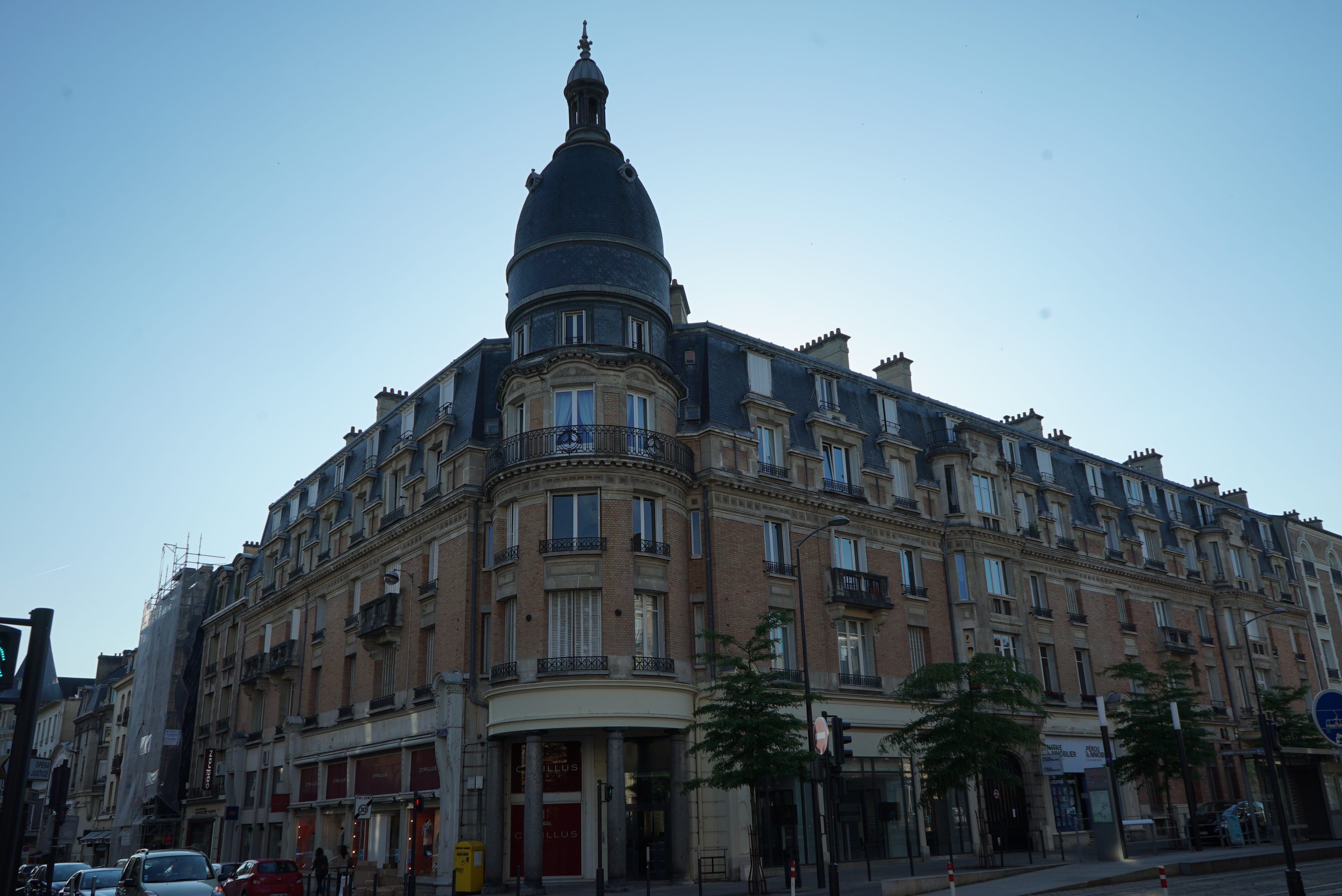
Immeuble d'angle, rue du cadran et cours Langlet,
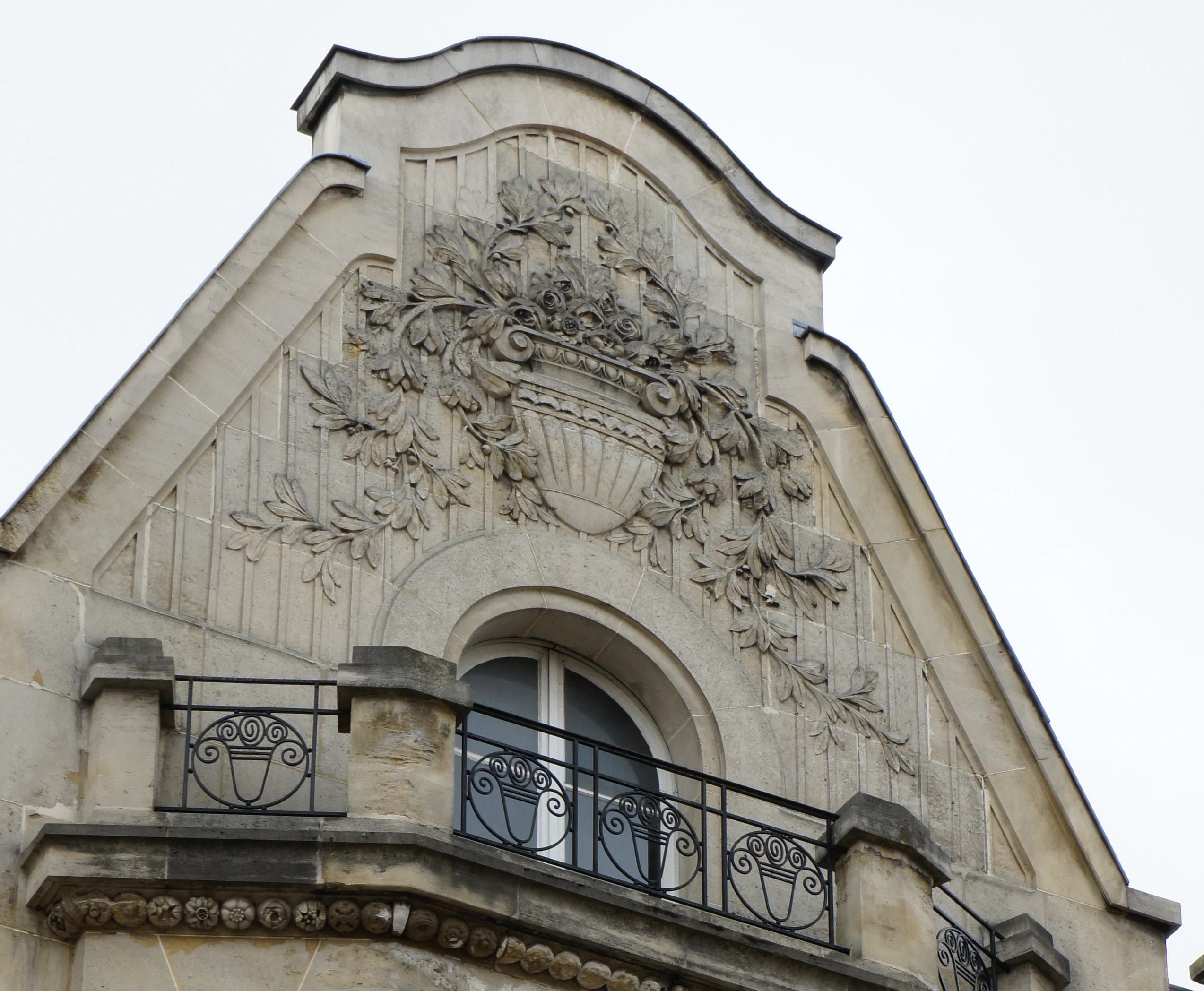
pignon flamand orné d’un riche bas-relief de corbeille de roses de l'immeuble au n°3,
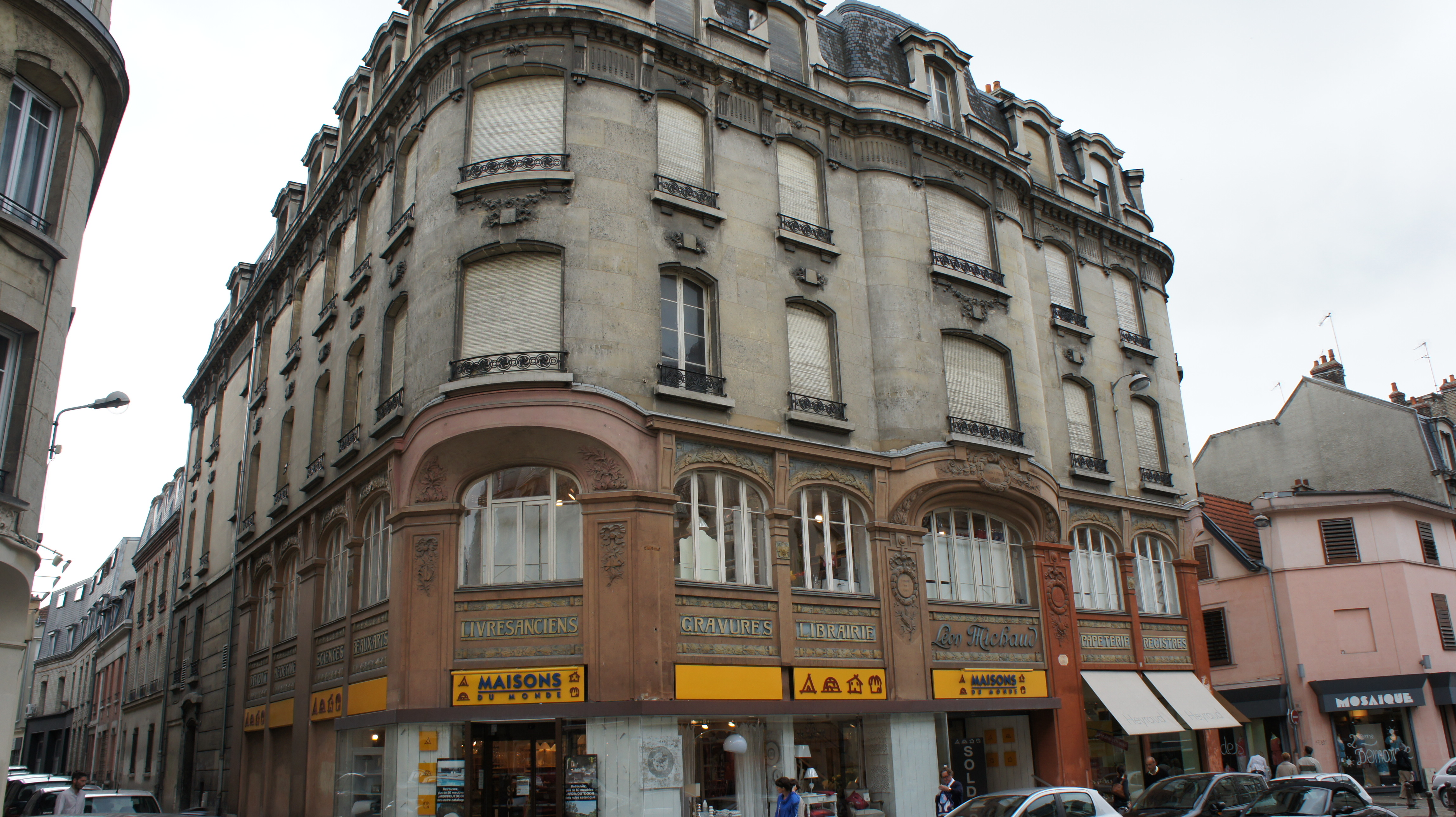
immeuble aux n°7-9 à l'image st-Pierre-le-Vieil de Abel Robert,
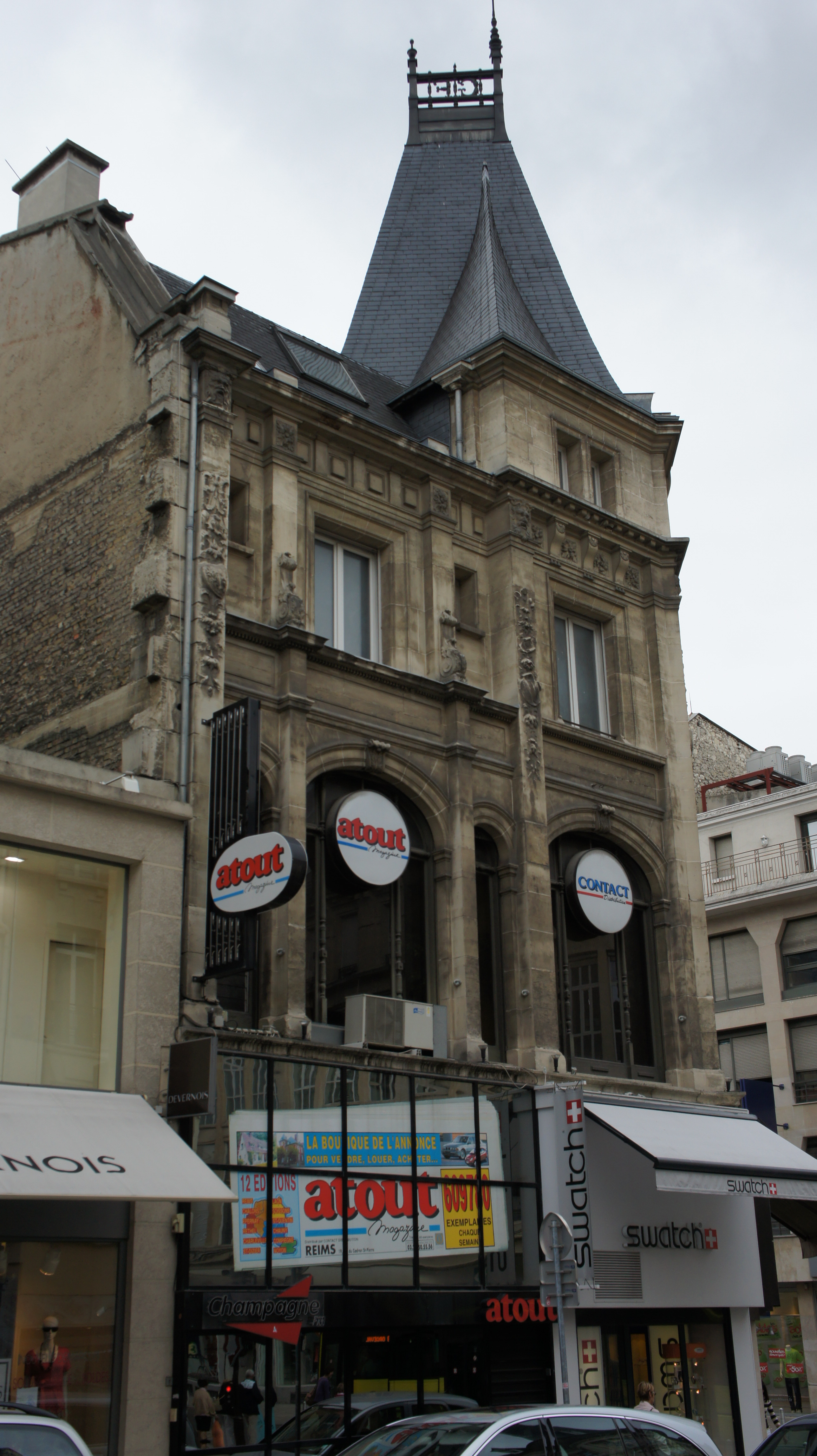
immeuble d'angle avec la rue Talleyrand.

## Bâtiments remarquables et lieux de mémoire
- Au n°3 : immeuble remarquable de l'architecte Maurice Brissart, repris comme élément de patrimoine d’intérêt local[1].
- Au n°7-9 : immeuble remarquable d’esprit Art Nouveau (ancienne librairie « Léon Michaud »), des architectes ROBERT et SALAIRE, repris comme élément de patrimoine d’intérêt local[2]. Il comporte des inscriptions en lettres dorées sur fond bleu soulignées de frises végétales, représentant les Arts et l’Humanité en céramique colorée et enseigne Michaud.